# Слизняк (фильм)
«Слизняк» (англ. Slither) — американо-канадский фильм ужасов режиссёра Джеймса Ганна. Фильм заимствует многие элементы из классических фильмов типа «ужас из космоса», таких как «Нечто» и «Ночь пресмыкающихся», «Капля», «Извне»

## Сюжет
В лесу маленького городка Уилси в штате Южная Каролина падает метеорит, внутри которого находился внеземной паразит. Существо обнаруживает и заражает местного автомобильного дилера Гранта, развлекавшегося в этом месте со своей любовницей Брендой. Паразит полностью подчиняет и овладевает своей жертвой, которую начинает деформировать, попутно получив доступ к её воспоминаниям и сознанию.
Жена Гранта Старла замечает внешние перемены в своём супруге, которые он разъясняет аллергической реакцией на укус пчелы. Параллельно он начинает убивать местных животных, после чего заражает Бренду. Старлу, узнавшую о лжи своего мужа, пытается утешить местный шериф Билл Парди, отношения с которым в юности окончились для неё печально.
Заражённый прячет Бренду в заброшенном сарае в лесу, где начинает откармливать мясом убитых существ. Местные полицейские во главе с Парди выходят на след Гранта, взамен человеческого облика обзаведшегося щупальцами и хвостом. В сарае они находят растолстевшую в десятки раз Бренду, после взрыва которой на свободу выходят сотни инопланетных слизней. Большая часть команды заражается ими и становится марионетками Гранта, чьи мысли теперь направлены только на Старлу.
Население Уилси довольно скоро уничтожается или становится рабами инопланетных существ, этой участи избегают только мэр Джек МакРиди, Старла, Билл и девушка-подросток Кайли. Последней удается убить слизня, который перед смертью передает ей свои воспоминания: инопланетный организм движется от планеты к планете, подчиняя и затем полностью уничтожая местные организмы.
Выжившие пытаются уничтожить Гранта, но их находят заражённые и похищают Старлу и Джека. Билл и Кайли находят Старлу в её доме, где Грант успел слиться с несколькими заражёнными, а также заразить Джека. Старле удаётся приманить к себе бывшего мужа, пообещав всегда быть вместе с ним, после чего наносит удар заострённой частью зеркала ему в грудь. Разъярённое существо отбрасывает её.
В дом врывается Билл и видит деформировавшегося Джека, просящего убить его. Выполнив эту просьбу, он пытается убить монстра гранатой, которую тот отбрасывает в бассейн. После этого Грант собирается заразить Билла, выпустив в него свои щупальца, но шерифу удаётся ухватить второе шупальце и воткнуть его в резервуар с пропаном, после чего пистолетный выстрел Старлы запускает взрывную реакцию. Вследствие уничтожения главного существа заражённые гибнут, после чего оставшиеся в живых Старла и Кайли уводят Билла в поисках больницы.
В сцене после титров домашний кот находит и ест уцелевшие мозги Гранта, вследствие чего заражается.

## В ролях
| Актёр             | Роль             |
| ----------------- | ---------------- |
| Элизабет Бэнкс    | Старла Грант     |
| Нейтан Филлион    | шериф Билл Парди |
| Майкл Рукер       | Грант Грант      |
| Грегг Генри       | мэр Джек МакРиди |
| Таня Солнье       | Кайли Стратмайер |
| Дженна Фишер      | Шелби Каннингхем |
| Бренда Джеймс     | Бренда Гутьеррес |
| Дон Томпсон       | Уолли Уэйл       |
| Хэйг Сазерленд    | Тревор Карпентер |
| Дженнифер Коппинг | Маргарет Хупер   |
| Ллойд Кауфман     | пьяница          |